# Ampulex aenea
Ampulex aenea är en  stekelart som först beskrevs av Fabricius 1804.  Ampulex aenea ingår i släktet Ampulex och familjen Ampulicidae. Inga underarter finns listade i Catalogue of Life.